# Fijicolana tuberculata
Fijicolana tuberculata is een hooiwagen uit de familie Samoidae.